# Configuração eletrônica
A configuração eletrônica (português brasileiro) ou configuração eletrónica (português europeu) de um átomo ou íon é uma descrição da distribuição dos seus elétrons por nível de energia.
As configurações eletrônicas descrevem cada elétron como se movendo independentemente em um orbital, em um campo médio criado por todos os outros orbitais. Matematicamente, as configurações são descritas pelos determinantes de Slater ou pelas funções do estado de configuração.
De acordo com as leis da mecânica quântica, para sistemas com apenas um elétron, um nível de energia está associado a cada configuração eletrônica e, em certas condições, os elétrons podem passar de uma configuração para outra pela emissão ou absorção de um quantum de energia, na forma de um fóton.
O conhecimento da configuração eletrônica de diferentes átomos é útil para entender a estrutura da tabela periódica dos elementos e também para descrever as ligações químicas que mantêm os átomos unidos. Em materiais, essa mesma ideia ajuda a explicar as propriedades peculiares dos lasers e semicondutores.

## Níveis de energia
A configuração eletrônica foi inicialmente concebida sob o modelo de Bohr do átomo, e ainda é comum falar de camadas e subcamadas apesar dos avanços no entendimento da natureza quântico-mecânica dos elétrons.
A coroa ou eletrosfera está dividida em 7 camadas designadas por {\displaystyle K,~L,~M,~N,~O,~P,~Q} ou pelos números: {\displaystyle n=1,~2,~3,~4,~5,~6,~7}.
O número de camada é chamado número quântico principal ({\displaystyle n}).
Número máximo de elétrons em cada nível de energia:

Tabela periódica focando o último níveis de Energia ou Camadas Eletrônicas.

1. Teórico:
- Equação de Rydberg:

{\displaystyle x=2n^{2}}  O fator dois surge porque os estados permitidos são duplicados devido ao spin do elétron - cada orbital atômico admite até dois elétrons idênticos com spin oposto, um com spin +½ (geralmente denotado por uma seta para cima) e um com um spin -½ (com uma seta para baixo).
| {\displaystyle ~K} | {\displaystyle ~L} | {\displaystyle ~M}  | {\displaystyle ~N}  | {\displaystyle ~O}  | {\displaystyle ~P}  | {\displaystyle ~Q}  |
| {\displaystyle ~2} | {\displaystyle ~8} | {\displaystyle ~18} | {\displaystyle ~32} | {\displaystyle ~50} | {\displaystyle ~72} | {\displaystyle ~98} |

2. Experimental:
O elemento de número atômico 118, chamado oganessônio, apresenta o seguinte número de elétrons nas camadas energéticas:
| {\displaystyle ~K} | {\displaystyle ~L} | {\displaystyle ~M}  | {\displaystyle ~N}  | {\displaystyle ~O}  | {\displaystyle ~P}  | {\displaystyle ~Q} |
| {\displaystyle ~2} | {\displaystyle ~8} | {\displaystyle ~18} | {\displaystyle ~32} | {\displaystyle ~32} | {\displaystyle ~18} | {\displaystyle ~8} |

Camada de valência é a camada mais externa do átomo e pode contar no máximo 8 elétrons. O facto de o número máximo de elétrons no último orbital só possa ser 8, afirmação averiguada no grupo dos gases nobres da tabela periódica, leva à aplicação de uma nova camada elétrica na respetiva nuvem eletrónica, no caso do seguimento de um elemento químico correspondente a um nº atómico maior.

## Subcamadas ou subníveis de energia
Uma camada de número {\displaystyle n} será subdividida em {\displaystyle n} subníveis:
{\displaystyle s,~p,~d,~f,~g,~h,~i...}
Nos átomos dos elementos conhecidos, os subníveis teóricos {\displaystyle g,~h,~i~...} estão vazios.
Número máximo de elétrons em cada subnível experimental:
| {\displaystyle s}  | {\displaystyle p}  | {\displaystyle d}   | {\displaystyle f}   |
| {\displaystyle ~2} | {\displaystyle ~6} | {\displaystyle ~10} | {\displaystyle ~14} |

## Distribuição dos elétrons nos subníveis
Os subníveis são preenchidos em ordem crescente de energia (ordem energética). Linus Pauling descobriu que a energia dos subníveis cresce na ordem:
{\displaystyle 1s~2s~2p~3s~3p~4s~3d~4p~5s~4d~5p~6s~4f~5d~6p~7s~5f~6d}… 
É nessa ordem que os subníveis são preenchidos. Para obter essa ordem basta seguir as diagonais no Diagrama de Pauling, que afirma que não há dois elétrons no mesmo átomo que possam ter os mesmos valores dos quatro números quânticos. Em termos formais, os números quânticos n, ℓ  e mℓ surgem do fato de que as soluções para as equações de Schrödinger para átomos hidrogenóides têm como base harmônicos esféricos.

Sistema de distribuição de elétrons por orbitais

## Sequência de preenchimento de orbitais
Deve-se observar a ordem energética dos subníveis de energia, que infelizmente não é igual à ordem geométrica. Isso porque subníveis de níveis superiores podem ter menor energia total do que subníveis inferiores. A energia de um subnível é proporcional à soma ({\displaystyle n+l}) de seus respectivos números quânticos principal ({\displaystyle n}) e secundário ({\displaystyle l}).
O número quântico azimutal ou secundário, representado pela letra {\displaystyle l}, especifica a subcamada e, assim, a forma do orbital. Pode assumir os valores {\displaystyle 0,~1,~2~e~3}, correspondentes às subcamadas {\displaystyle s,~p,~d,~f}.
Método analítico para ordenação dos subníveis:
| 3d                     | 4s                     |
| ---------------------- | ---------------------- |
| {\displaystyle ~n=3}   | {\displaystyle ~n=4}   |
| {\displaystyle ~l=2}   | {\displaystyle ~l=0}   |
| {\displaystyle ~n+l=5} | {\displaystyle ~n+l=4} |

| 3d                     | 4p                     |
| ---------------------- | ---------------------- |
| {\displaystyle ~n=3}   | {\displaystyle ~n=4}   |
| {\displaystyle ~l=2}   | {\displaystyle ~l=1}   |
| {\displaystyle ~n+l=5} | {\displaystyle ~n+l=5} |

Ordem geométrica é a ordenação crescente de níveis energéticos.
Exemplo: {\displaystyle 1s~2s~2p~3s~3p~3d~4s~4p~4d~4f~5s~5p~5d~5f~6s~6p}…
Camada de Valência é o último nível de uma distribuição eletrônica, normalmente os elétrons pertencentes à camada de valência, são os que participam de alguma ligação química.
Exemplo: Arsênio ({\displaystyle As}): {\displaystyle Z=33}
- Ordem energética (ordem de preenchimento): {\displaystyle 1s^{2}~2s^{2}~2p^{6}~3s^{2}~3p^{6}~4s^{2}~3d^{10}~4p^{3}}
- Ordem geométrica (ordem de camada): {\displaystyle 1s^{2}~2s^{2}~2p^{6}~3s^{2}~3p^{6}~3d^{10}~4s^{2}~4p^{3}}
Camadas Energéticas: {\displaystyle K=2}; {\displaystyle L=8}; {\displaystyle M=18}; {\displaystyle N=5}
A camada de valência do {\displaystyle As} é a camada {\displaystyle N}, pois é o último nível que contém elétrons.

## Distribuição eletrônica em íons
Átomo: nº de prótons = nº de elétrons
Íon: nº de prótons (p) ≠ nº de elétrons.
Íon positivo (cátion): nº de prótons (p) > nº de elétrons.
Íon negativo (ânion): nº de prótons (p) < nº de elétrons.

### Distribuição eletrônica em cátion
Retirar os elétrons mais externos do átomo correspondente. Exemplo:
Ferro ({\displaystyle Fe}) {\displaystyle Z=26\rightarrow ~1s^{2}~2s^{2}~2p^{6}~3s^{2}~3p^{6}~4s^{2}~3d^{6}} (estado fundamental = neutro)
{\displaystyle Fe^{2+}\rightarrow ~1s^{2}~2s^{2}~2p^{6}~3s^{2}~3p^{6}~3d^{6}} (estado iônico)

### Distribuição eletrônica em ânion
Colocar os elétrons no subnível incompleto. Exemplo:
Oxigênio ({\displaystyle O}) {\displaystyle Z=8\rightarrow ~1s^{2}~2s^{2}~2p^{4}} (estado fundamental = neutro)
{\displaystyle O^{2-}\rightarrow ~1s^{2}~2s^{2}~2p^{6}} (estado iônico)